# This (album)
Pour les articles homonymes, voir This.
Albums de Peter Hammill
Everyone You Hold
(1997) Typical
(1999)
This est le vingt-cinquième album de Peter Hammill, sorti en 1998.

## Liste des titres
1. Frozen in Place (fragment)
2. Unrehearsed
3. Stupid
4. Since the kids
5. Nightman
6. Fallen (the City of Night)
7. Unready (fragment)
8. Always is Next
9. Unsteady (fragment)
10. The Light Continent